# Пісенний конкурс Євробачення 1962

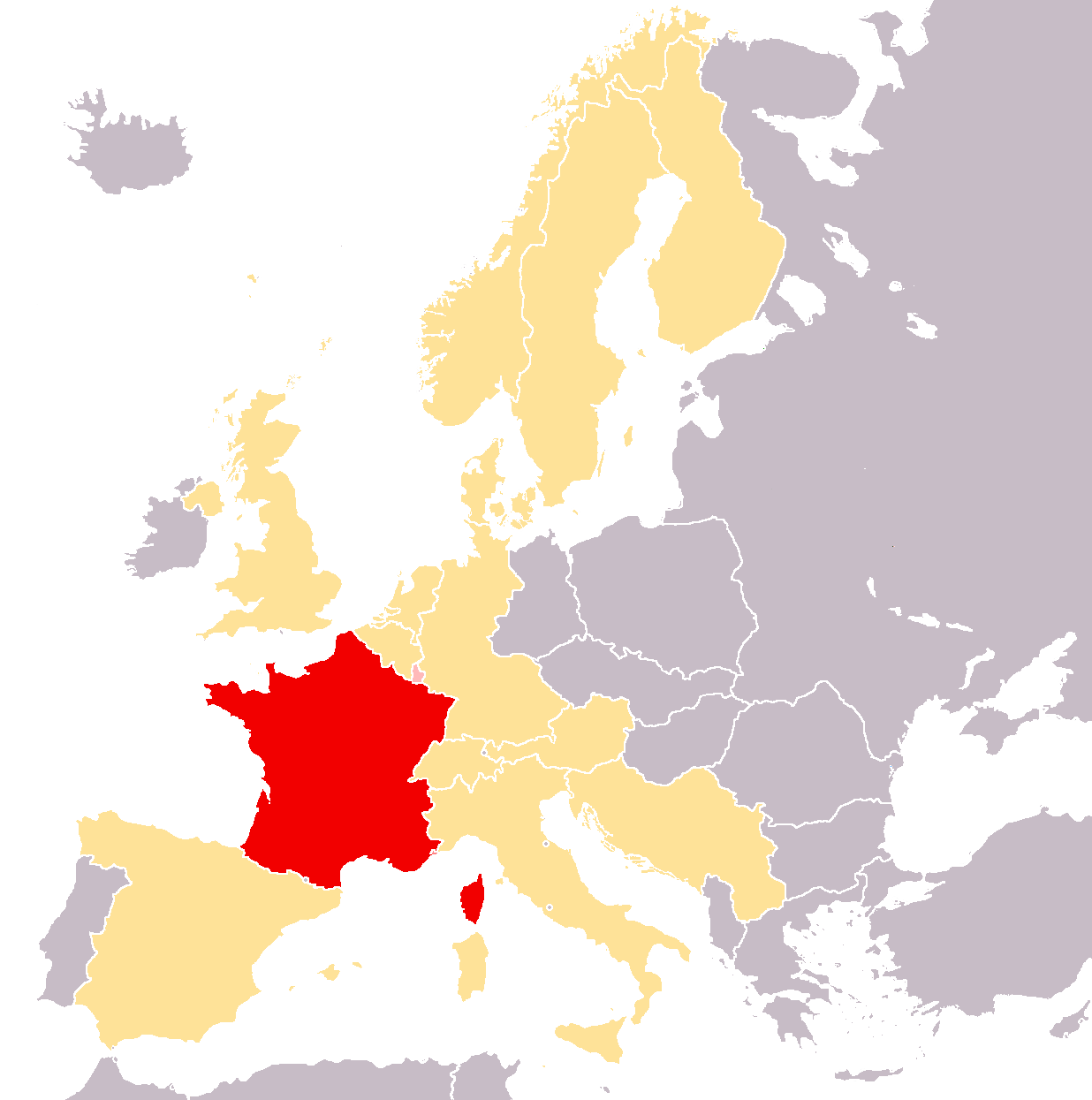
Країни - учасники конкурсу. Країни, що здобули:
1-е місце
2-е місце
3-є місце на пісенному конкурсі Євробачення

Пісенний конкурс Євробачення 1962 став 7-м конкурсом пісні Євробачення. Він пройшов 18 березня 1962 року в Люксембургу, Люксембург. Пісня Un premier amour, яку виконала Ізабель Обре,  набрала 26 очок і посіла перше місце в конкурсі.Також вперше в історії конкурсу були 0 балів-їх отримали представники Нідерландів,Бельгії,Австрії та Іспанії.

## Зміни в правилах
Час на виконання пісні було скорочено до 3-х хвилин, і була представлена нова система голосування, що дозволяла національному журі голосувати за 3 найкращі пісні. Кожен член журі міг розподілити 6 очок: 3 — найкращій пісні, 2 — другій та 1 — третій. Пісня з найбільшою кількістю очок одержувала 3 очка, із другим результатом — 2 очка, із третім — одне очко: це вважалося остаточним голосом й оголошувалося як частина «Голосу Європейського журі».

## Результати
| # п/п | Країна          | Виконавець       | Пісня                   | Очок | Місце |
| ----- | --------------- | ---------------- | ----------------------- | ---- | ----- |
| 9     | Франція         | Ізабель Обре     | Un premier amour        | 26   | 1     |
| 16    | Монако          | François Deguelt | Dis rien                | 13   | 2     |
| 14    | Люксембург      | Camillo Felgen   | Petit bonhomme          | 11   | 3     |
| 13    | Велика Британія | Ronnie Carroll   | Ring-a-ding girl        | 10   | 4     |
| 12    | Югославія       | Lola Novakovic   | Ne pali svetlo u sumrak | 10   | 4     |
| 7     | ФРН             | Conny Froboess   | Zwei kleine Italiener   | 9    | 6     |
| 1     | Фінляндія       | Маріон Рунг      | Tipi-tii                | 4    | 7     |
| 6     | Швеція          | Inger Berggren   | Sol och vår             | 4    | 7     |
| 15    | Італія          | Клаудіо Вілла    | Addio, addio            | 3    | 9     |
| 11    | Швейцарія       | Jean Philippe    | Le retour               | 2    | 10    |
| 10    | Норвегія        | Inger Jacobsen   | Kom sol, kom regn       | 2    | 10    |
| 5     | Данія           | Ellen Winther    | Vuggevise               | 2    | 10    |
| 8     | Нідерланди      | De Spelbrekers   | Katinka                 | 0    | 13    |
| 2     | Бельгія         | Fud Leclerc      | Ton nom                 | 0    | 13    |
| 3     | Іспанія         | Victor Balaguer  | Llámame                 | 0    | 13    |
| 4     | Австрія         | Eleonore Schwarz | Nur in der Wiener Luft  | 0    | 13    |

### 3 бали
Країни які отримали 3 бали:
| N. | Країна                                         | Країни, що дали 3 бали                                                                 |
| -- | ---------------------------------------------- | -------------------------------------------------------------------------------------- |
| 5  | Франція                                        | Німеччина, Норвегія, Швеція, Швейцарія, Соціалістична Федеративна Республіка Югославія |
| 3  | Люксембург                                     | Бельгія, Іспанія, Монако                                                               |
| 3  | Монако                                         | Австрія, Люксембург, Нідерланди                                                        |
| 2  | Соціалістична Федеративна Республіка Югославія | Франція, Італія                                                                        |
| 1  | Фінляндія                                      | Велика Британія                                                                        |
| 1  | Швеція                                         | Данія                                                                                  |
| 1  | Велика Британія                                | Фінляндія                                                                              |